# Portorická hokejová reprezentace
Portorická hokejová reprezentace je hokejová reprezentace Portorika. Portorický hokejový svaz byl založen roku 2020 a je členem IIHF od 29. září 2022.

## Statistiky
(New York City, United States; June 7, 2024)
- První zápas: Coral Springs (USA), 14. října 2021,  Portoriko -  Argentina 5:3
- Nejvyšší vítězství: Canillo (Andorra), 26. dubna 2025  Portoriko -  Brazílie 19:0
- Nejvyšší prohra: New York (USA), 7. června 2024,  Jamajka -  Portoriko 11:2

## Historické výsledky
V roce 2025 Portoriko zvítězilo v turnaji Development Cupu ve andorrském Canillu.